# Halmágyi Sándor (színművész)
Halmágyi Sándor (Gyula, 1947. augusztus 18.– ) magyar színművész.

## Élete
A Fáy András Gimnázium és Szakközépiskolában tanult 1961 és 1964 között. A Színház- és Filmművészeti Főiskolán 1975-ben végzett, Horvai István osztályában. 1972-től a szolnoki Szigligeti Színháznál kezdte pályáját, 1973-tól a Miskolci Nemzeti Színházhoz szerződött. 1975-től a Veszprémi Petőfi Színház tagja lett, majd 1979-től a Mafilm társulatához szerződött. 1986-ban visszatért Szolnokra, 1988-tól a győri Kisfaludy Színház tagja lett. 1993-tól szabadfoglalkozású színészként dolgozott. 1995-től a kecskeméti Katona József Színházban játszott, 1996-tól az egri Gárdonyi Géza Színházban szerepelt. 2002-ben a Miskolci Nemzeti Színházhoz szerződött. 2007 és 2008-ban a Kassai Thália Színháznál dolgozott. Az Aquincumi Múzeum által szervezett "római ünnepeken" (Floralia, Saturnalia) rendszeresen fellép az általa szervezett alkalmi társulatokkal. Színházi és filmszerepei mellett szinkronizált is.

## Főbb szerepei

### Színház
- William Shakespeare: Macbeth (Macbeth)
- William Shakespeare: Vízkereszt, vagy amit akartok (Bolond)
- Wiliam Shakespeare : Lear király (Bolond)
- Örkény István: Vérrokonok (Péter)
- Goldoni: Karneválvégi éjszaka (Cosmo)
- Gorkij: A nap fiai (Doktor)
- John Steinbeck: Egerek és emberek (Slim)
- Csokonai Vitéz Mihály: Özvegy Karnyóné (Lázár)
- Ken Kesey: Kakukkfészek (Dale Harding)
- Madách Imre: Mózes (Káleb)
- Görgey Gábor: Komámasszony, hol a stukker? (A méltóságos)
- Egressy Zoltán: Portugál (Pap)
- Müller Péter: A vihar kapujában (Favágó)

### Film
- Néhány első szerelem története (1974)
- Bástyasétány '74 (1974)
- Ha megjön József (1976)
- Ékezet (1977)
- Magyar Rapszódia (1978)
- Allegro Barbaro: Magyar rapszódia 2. (1978)
- A Mi Ügyünk, avagy az utolsó hazai maffia hiteles története (1980)
- A mérkőzés (1981)
- Tegnapelőtt (1982)
- Mennyei seregek (1983)
- Hosszú vágta (1983)
- István, a király (1984)
- A fekete kolostor (1986)
- A komáromi fiú (1987)
- Randevú Budapesten (1987)
- A nap lovagjai (1989)
- Kisváros (1997)
- Az öt zsaru (1998)
- A botcsinálta doktor (1998)
- Családi album (2002)
- Argo (2003)
- Sorstalanság (2005)
- A Hortobágy legendája (2008)
- Hacktion: Újratöltve (2013)